# Parafia św. Wincentego Pallottiego w Kielcach
Parafia Świętego Wincentego Pallottiego w Kielcach – parafia rzymskokatolicka w Kielcach. Należy do dekanatu Kielce-Zachód diecezji kieleckiej. Założona w 2002. Jest obsługiwana przez księży pallotynów. Mieści się przy ulicy Fosforytowej na osiedlu Podkarczówka.